# Hůrky (okres Rakovník)
Hůrky (Duits: Bergwerk) is een Tsjechische plaats in de gemeente Velká Chmelištná in de regio Midden-Bohemen en maakt deel uit van het district Rakovník.
Hůrky telt 0 inwoners.

## Etymologie
De naam van het dorp is afgeleid van het woord hórka dat kleine berg betekent. In 1846 heette het dorp nog Hurky (dus zonder ů).

## Geschiedenis
De eerste schriftelijke vermelding van Hůrky dateert van 1654.
Sinds 2011 is het inwoneraantal gedaald naar 0 en staan er nog slechts 2 huizen in het dorp.

## Geografie

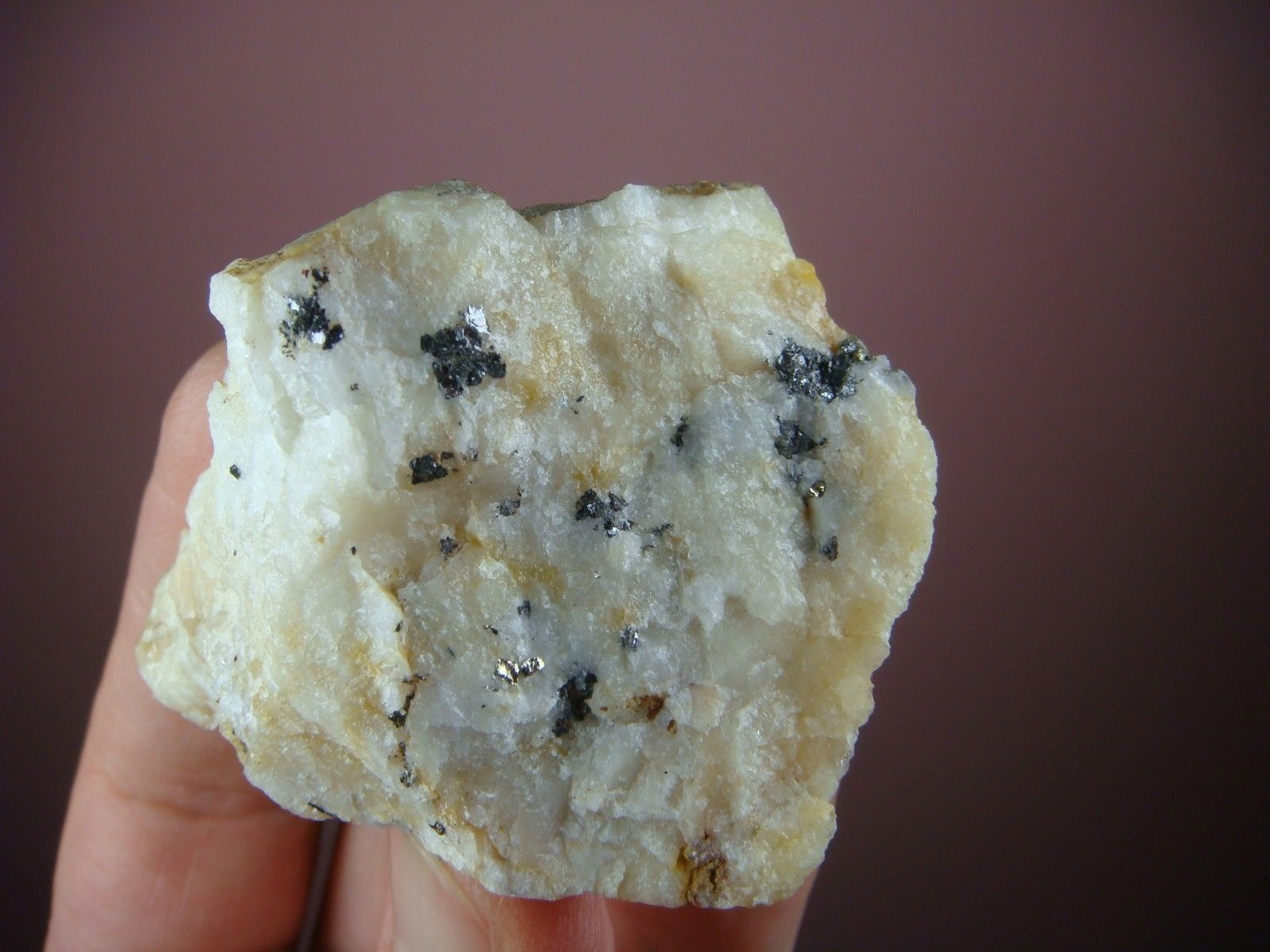
Nabij Hůrky ontdekt kwartsiet

Het dorp is omringd door bergen met graniet van het Čistecko-Jesenitsamassief, dat 290 miljoen jaar geleden werd gevormd. In de omgeving van het dorp werd in 1961 veldspaatvervanger ontdekt, evenals syeniet, cancriniet en nefelien.

## Bevolking
Bij de volkstelling in 1921 waren er 21 inwoners (waarvan tien mannen), waarvan vijf Tsjecho-Slowaken, vijftien Duitsers en één van onbekende afkomst. Bij de volkstelling van 1934 telde het dorp 20 inwoners: vijf Tsjecho-Slowaken en vijftien Duitsers. Allen behoorden tot de Rooms-Katholieke kerk.
Bij de volkstelling van 2001 waren er nog 2 inwoners in het dorp; bij de volkstelling van 2011 waren dit er 0.